# 藤原清河
藤原 清河（ふじわら の きよかわ）は、奈良時代の公卿。藤原北家の祖である参議・藤原房前の四男。唐名は河清（かせい）。官位は従三位・参議、贈従一品。
遣唐大使として入唐し、阿倍仲麻呂と唐朝に仕えたが、暴風や安史の乱により日本への帰国は叶わず、在唐のまま死去した。

## 経歴
天平12年（740年）従五位下に叙爵し、翌天平13年（741年）に中務少輔に任ぜられる。天平15年（743年）に正五位下、天平17年（745年）に正五位上と、聖武朝にて順調に昇進して、天平18年（746年）には従四位下に至る。天平勝宝元年（749年）孝謙天皇の即位に伴い参議に任じられ、兄・永手に先んじて公卿に列した。
天平勝宝2年（750年）第12次遣唐使の大使に任じられる。なお、副使には大伴古麻呂と吉備真備が任じられた。天平勝宝4年（752年）閏3月に出発にあたり清河は節刀を拝し、正四位下に叙される。同年、難波津から出航するが、出航を前にして清河が詠んだ和歌が『万葉集』に残っている。遣唐使一行は唐に到着すると、長安に入って玄宗に謁見し、君子人なりと称賛された。また特進の称号を授けられている。翌天平勝宝5年（753年）正月に朝貢諸国の使節による朝賀に出席。その席上、日本の席次は西畔（西側）第二席で吐蕃の次であったが、新羅が東畔第一席で日本より上席だった事に抗議、新羅と席を交替させて日本の面目を保っている。
同年12月に清河ら遣唐使一行は、在唐35年にも及び唐の高官になっていた阿倍仲麻呂を伴って帰国の途につく。日本への渡航を望む鑑真一行も乗船を希望したが、唐が鑑真の出国を禁じたため清河は乗船を拒否した。しかし副使の大伴古麻呂が独断で鑑真を自身の乗る第二船に乗せる。11月に遣唐船4隻は揚州を出航し、清河の乗る第一船から第三船までが阿児奈波島（現在の沖縄本島）まで到達する。半月程の島への滞在を経て12月に3隻は出航するが、第一船は出航時に座礁してしまう。その後、奄美島を目指して再び出航するが、結局逆風に遭い唐南方の驩州（現在のベトナム北部）に漂着する。土人の襲撃を受け、ほとんどの船員が殺害され船も壊されるが、清河と仲麻呂は僅に身をもって逃れた。一方、鑑真を乗せた第二船等他の3隻は無事日本へ帰国している。天平勝宝7歳（755年）清河と仲麻呂は長安に帰着。清河は河清と名を改めて唐朝に出仕する事になり、秘書監になった。
天平宝字3年（759年）清河を迎えるため高元度を大使とする迎入唐使が渤海国経由で入唐した。しかし当時の唐は安史の乱で争乱状態だったため、行路の危険を理由に唐朝は清河の帰国を許さなかった。清河の帰国が許されなかった事情については、唐の高官として仕官していたため、あるいは唐側がこの遣唐使節を通じて日本側に対して安史の乱で消費した兵器の補充を要請しており、この要請を実現させるための抑留であったとする見方もある。天平宝字4年（760年）日本では清河を在唐大使のまま文部卿に任じ、天平宝字8年（764年）には従三位に昇叙している。
その後、二度の遣唐使の派遣中止等もあり、清河は帰国出来ないまま在唐十余年に及ぶ。この間、天平宝字4年（760年）渤海使・高南申が清河の作成した上表文を淳仁天皇に献上、さらに神護景雲4年（770年）新羅使・金初正が清河と仲麻呂の作成した故郷の親族向けの書信を大宰府に持参する等、清河が帰国を熱望していた事が推察される。なお、宝亀5年（774年）にも新羅使・金三玄が清河の作成した書簡を大宰府にもたらせている。
宝亀6年（776年）約15年ぶりに遣唐使が派遣される事となり、佐伯今毛人が遣唐大使に任命される。翌宝亀7年（777年）光仁天皇が節刀を授ける際に、清河に対して帰朝の命令と絁100疋・細布100端・砂金大百両を与える旨が記された書簡が託された。この遣唐使は当初任命された大使・副使全員が辞任・更迭により交替する等混乱を極めるが、宝亀8年（777年）7月に大使代行の小野石根ら第16次遣唐使が入唐、翌宝亀9年（778年）正月に長安に入る。しかし、時期は不明ながら清河は唐で客死しており、日本への帰国は叶わなかった。清河が没した際、唐からは潞州大都督の称号が贈られている。なお、清河は唐の婦人と結婚して喜娘という娘を儲けており、同年11月に喜娘は遣唐使に伴われて来日する。この遣唐使の復命を通じて清河の客死が朝廷に伝えられたらしく、宝亀10年（779年）2月になって清河に対して従二位の贈位がなされている。
その後、遣唐使の派遣が行われる都度、客死した清河を悼んで、延暦22年（803年）正二位、承和3年（836年）従一品の贈位が行われた。

## 官歴
注記のないものは『六国史』による。
- 時期不詳：正六位上
- 天平12年（740年） 11月21日：従五位下
- 天平13年（741年） 7月3日：中務少輔
- 天平15年（743年） 5月5日：正五位下（越階）。6月30日：大養徳守
- 天平17年（745年） 1月7日：正五位上
- 天平18年（746年） 4月22日：従四位下
- 天平勝宝元年（749年） 7月2日：参議
- 天平勝宝2年（750年） 9月24日：遣唐大使
- 天平勝宝4年（752年） 閏3月9日：正四位下
- 天平宝字4年（760年） 2月20日：文部卿
- 時期不詳：民部卿
- 天平宝字7年（763年） 1月9日：兼常陸守
- 天平宝字8年（764年） 1月7日：従三位
- 宝亀10年（779年） 2月4日：贈従二位
- 延暦22年（803年） 3月6日：贈正二位
- 承和3年（836年） 5月10日：贈従一品